# Gustavo Díaz Ordaz
Gustavo Díaz Ordaz Bolaños Cacho (ur. 12 marca 1911 w Ciudad Serdán w stanie Puebla, zm. 15 lipca 1979 w Meksyku) – meksykański polityk, prezydent Meksyku w latach 1964–1970.
Potomek José Maríi Díaza Ordaza, jednego ze współpracowników Benito Juáreza. Ordaz odebrał wykształcenie prawnicze. Pełnił m.in. funkcję prezesa Sądu Najwyższego stanu Puebla. W 1946 został wybrany do Senatu. W 1958 objął tekę ministra spraw wewnętrznych. W 1964, startując z ramienia Partii Rewolucyjno-Instytucjonalnej, wygrał wybory prezydenckie i zastąpił na tym stanowisku Adolfo Lópeza Mateosa. Odpowiedzialny za Masakrę w Tlatelolco. Jego administracja kładła nacisk na rozwój gospodarczy kraju, cenzurując wszelkie doniesienia o meksykańskiej biedzie. W 1977 objął funkcję ambasadora w Hiszpanii. Przedstawiciel konserwatywnego skrzydła PRI.